# Isaac Tigrett
Isaac Burton Tigrett (nascido em 28 de novembro de 1948, Jackson, Tennessee) é um empresário americano, mais conhecido como co-fundador e ex-proprietário da rede de lanchonetes multinacional Hard Rock Café.
Em 14 de junho de 1971, ele e Peter Morton iniciaram a primeira lanchonete Hard Rock Café no elegante distrito de Mayfair em Londres . O restaurante combinava música rock, memorabilia relacionada ao rock and roll e culinária americana.
O conceito lanchonete-música-museu tornou-se muito popular e logo o restaurante abriu unidades em diferentes partes do globo.
Isaac Tigrett foi bastante influenciado pelo guru indiano Sathya Sai Baba, participando ativamente dos projetos filantrópicos e assistenciais deste, inclusive após a morte do guru, em 2011, quando Tigrett tornou-se seguidor e divulgador do que os devotos passaram a chamar de Sathya Sai Baba ressuscitado em corpo sutil.